# Magnolia guerrerensis
Magnolia guerrerensis là một loài thực vật có hoa trong họ Magnoliaceae. Loài này được J.Jiménez Ram., K.Vega & Cruz Durán mô tả khoa học đầu tiên năm 2007.